# Teresa Urban
Teresa Urban (Curitiba, 26 de março de 1946 — Curitiba, 26 de junho de 2013) foi uma jornalista, escritora e ambientalista brasileira.

## Vida
Nascida em 1946, Teresa Urban formou-se em jornalismo em 1967 pela Universidade Federal do Paraná. Ainda na vida acadêmica ingressou na Organização Revolucionária Marxista Política Operária (Polop) e motivou a militância, participando das manifestações estudantis.
Considerada uma combatente do regime militar, Teresa foi presa diversas vezes e exilou-se no Chile de 1970 a 1972. Teve dificuldade no início da vida profissional, pela sua influência e participação das redes de movimento de esquerda radical, até que foi contratada pela jornal "A Voz do Paraná" no final da década de 1970. Teve participações nos jornais "O Estado de S. Paulo" e "O Globo", e na revista "Veja", entre outros, consolidando-se como uma pioneira no jornalismo ambiental.
Teve a oportunidade de escrever diversas obras, contando com mais de vinte títulos. Aderiu aos projetos das ONGs SOS Mata Atlântica e Mater Natura. Contribuiu para o mapeamento dos remanescentes da floresta de araucária no estado do Paraná e ajudou a desenvolver a Rede Verde de Informações Ambientais, além de atuar também no Conselho Nacional do Meio Ambiente (Conama).
Na madrugada do dia 25 de junho, Teresa foi internada na Unidade de Terapia Intensa (UTI), vítima de de um infarto. Não resistiu e veio a falecer na noite de quarta-feira, 26 de junho de 2013, aos 67 anos no Hospital Vita na cidade de Curitiba.

## Homenagem
Em dezembro de 2016 o prefeito de Curitiba, Gustavo Fruet, assinou a criação da Estação Ecológica Campos Naturais de Curitiba - Teresa Urban na região sul da cidade, no bairro Alto Boqueirão, próximo à APA do Iguaçu. A área a ser protegida contém remanescentes exclusivos de habitat campos naturais dentro do município.
O Centro Acadêmico de Ciências Ambientais da Universidade Federal do Paraná (UFPR) leva o nome de Teresa Urban em sua homenagem.

## Escritos
- O livro do matte. São Paulo: Salamandra, 1986.
- A vida na rua & a rua na vida. Curitiba: Posigraf, 1999.
- Missão (quase) impossível: aventuras e desventuras do movimento ambiental no Brasil. São Paulo: Peirópolis, 2001.
- (Org.). Em outras palavras: meio ambiente para jornalistas. Curitiba: SENAR-PR/SEMA, 2002.
- Parque Nacional do Iguaçu: caminho aberto para a vida. Curitiba: Rede Nacional Pró-unidades de Conservação, 2002.
- (Org.). Rios por onde passo. Curitiba: Mater Natura - Instituto de Estudos Ambientais, 2007.
- Ditadura abaixo. Curitiba: Arte & Letra, 2008.
- Saudade do Matão: relembrando a história da conservação da natureza no Brasil. Curitiba: Editora UFPR, 2012. ISBN 9788573350289
- Puxando o fio: histórias de armarinhos. Curitiba: Edição da autora, 2013.